# Albo d'oro del doppio femminile del torneo di Wimbledon
Questo è un elenco delle vincitrici del doppio femminile al Torneo di Wimbledon. Il torneo non si è svolto dal 1915 al 1918 e dal 1940 al 1945 a causa delle due guerre mondiali e nel 2020 a causa della pandemia di COVID-19.
Elizabeth Ryan detiene il record per maggiori titoli vinti in doppio, ben 12, mentre la coppia di maggior successo è stata quella formata dalle sorelle Williams: Serena e Venus hanno vinto insieme 7 edizioni.

## Albo d'oro
| Anno        | Vincitrici                                          | Finaliste                                           | Punteggio                                           |
| ----------- | --------------------------------------------------- | --------------------------------------------------- | --------------------------------------------------- |
| 1913        | Dora Boothby Winifred McNair                        | Charlotte Cooper Sterry Dorothea Douglass Chambers  | 4–6, 2–4 ritiro                                     |
| 1914        | Agnes Morton Elizabeth Ryan (1)                     | Edith Hannam Ethel Larcombe                         | 6–1, 6–3                                            |
| 1915 - 1918 | non disputato a causa della prima guerra mondiale   | non disputato a causa della prima guerra mondiale   | non disputato a causa della prima guerra mondiale   |
| 1919        | Suzanne Lenglen (1) Elizabeth Ryan (2)              | Dorothea Douglass Chambers Ethel Larcombe           | 4–6, 7–5, 6–3                                       |
| 1920        | Suzanne Lenglen (2) Elizabeth Ryan (3)              | Dorothea Douglass Chambers Ethel Larcombe           | 6–4, 6–0                                            |
| 1921        | Suzanne Lenglen (3) Elizabeth Ryan (4)              | Winifred Beamish Irene Bowder                       | 6–1, 6–2                                            |
| 1922        | Suzanne Lenglen (4) Elizabeth Ryan (5)              | Kitty McKane Margaret McKane Stocks                 | 6–0, 6–4                                            |
| 1923        | Suzanne Lenglen (5) Elizabeth Ryan (6)              | Joan Austin Evelyn Colyer                           | 6–3, 6–1                                            |
| 1924        | Hazel Hotchkiss Wightman Helen Wills Moody (1)      | Phyllis Covell Kitty McKane                         | 6–4, 6–4                                            |
| 1925        | Suzanne Lenglen (6) Elizabeth Ryan (7)              | Kathleen Bridge Mary McIlquham                      | 6–2, 6–2                                            |
| 1926        | Mary Browne Elizabeth Ryan (8)                      | Evelyn Colyer Kathleen McKane Godfree               | 6–1, 6–1                                            |
| 1927        | Elizabeth Ryan (9) Helen Wills Moody (2)            | Irene Bowder Bobbie Heine                           | 6–3, 6–2                                            |
| 1928        | Phoebe Holcroft Watson (1) Peggy Saunders (1)       | Eileen Bennett Ermyntrude Harvey                    | 6–2, 6–3                                            |
| 1929        | Phoebe Holcroft Watson (2) Peggy Saunders (2)       | Dorothy Barron Phyllis Covell                       | 6–4, 8–6                                            |
| 1930        | Elizabeth Ryan (10) Helen Wills Moody (3)           | Edith Cross Sarah Palfrey                           | 6–2, 9–7                                            |
| 1931        | Dorothy Barron Phyllis Mudford                      | Doris Metaxa Josane Sigart                          | 3–6, 6–3, 6–4                                       |
| 1932        | Doris Metaxa Josane Sigart                          | Helen Hull Jacobs Elizabeth Ryan                    | 6–4, 6–3                                            |
| 1933        | Simonne Mathieu (1) Elizabeth Ryan (11)             | Freda James Billie Yorke                            | 6–2, 9–11, 6–4                                      |
| 1934        | Simonne Mathieu (2) Elizabeth Ryan (12)             | Dorothy Andrus Sylvie Jung Henrotin                 | 6–3, 6–3                                            |
| 1935        | Freda James (1) Kay Stammers (1)                    | Hilde Krahwinkel Sperling Simonne Mathieu           | 6–1, 6–4                                            |
| 1936        | Freda James (2) Kay Stammers (2)                    | Sarah Fabyan Helen Hull Jacobs                      | 6–2, 6–1                                            |
| 1937        | Simonne Mathieu (3) Billie Yorke                    | Elsie Goldsack Pitman Phyllis King                  | 6–3, 6–3                                            |
| 1938        | Sarah Fabyan (1) Alice Marble (1)                   | Simonne Mathieu Billie Yorke                        | 6–2, 6–3                                            |
| 1939        | Sarah Fabyan (2) Alice Marble (2)                   | Helen Hull Jacobs Billie Yorke                      | 6–1, 6–0                                            |
| 1940 - 1945 | non disputato a causa della seconda guerra mondiale | non disputato a causa della seconda guerra mondiale | non disputato a causa della seconda guerra mondiale |
| 1946        | Louise Brough (1) Margaret Osborne (1)              | Pauline Betz Doris Hart                             | 6–3, 2–6, 6–3                                       |
| 1947        | Doris Hart (1) Patricia Todd                        | Louise Brough Margaret Osborne                      | 3–6, 6–4, 7–5                                       |
| 1948        | Louise Brough (2) Margaret duPont (2)               | Doris Hart Patricia Todd                            | 6–3, 3–6, 6–3                                       |
| 1949        | Louise Brough (3) Margaret duPont (3)               | Gertrude Moran Patricia Todd                        | 8–6, 7–5                                            |
| 1950        | Louise Brough (4) Margaret duPont (4)               | Shirley Fry Doris Hart                              | 6–4, 5–7, 6–1                                       |
| 1951        | Shirley Fry (1) Doris Hart (2)                      | Louise Brough Margaret duPont                       | 6–3, 13–11                                          |
| 1952        | Shirley Fry (2) Doris Hart (3)                      | Louise Brough Maureen Connolly                      | 8–6, 6–3                                            |
| 1953        | Shirley Fry (3) Doris Hart (4)                      | Maureen Connolly Julia Sampson                      | 6–0, 6–0                                            |
| 1954        | Louise Brough (5) Margaret duPont (5)               | Shirley Fry Doris Hart                              | 4–6, 9–7, 6–3                                       |
| 1955        | Angela Mortimer Anne Shilcock                       | Shirley Bloomer Particia Ward                       | 7–5, 6–1                                            |
| 1956        | Angela Buxton Althea Gibson (1)                     | Fay Muller Daphne Seeney                            | 6–1, 8–6                                            |
| 1957        | Althea Gibson (2) Darlene Hard (1)                  | Mary Bevis Hawton Thelma Coyne Long                 | 6–1, 6–2                                            |
| 1958        | Maria Bueno (1) Althea Gibson (3)                   | Margaret duPont Margaret Varner                     | 6–3, 7–5                                            |
| 1959        | Jeanne Arth Darlene Hard (2)                        | Beverly Baker Fleitz Christine Truman               | 2–6, 6–2, 6–3                                       |
| 1960        | Maria Bueno (2) Darlene Hard (3)                    | Sandra Reynolds Renee Schuurman                     | 6–4, 6–0                                            |
| 1961        | Karen Hantze Susman (1) Billie Jean King (1)        | Jan Lehane Margaret Smith                           | 6–3, 6–4                                            |
| 1962        | Billie Jean King (2) Karen Hantze Susman (2)        | Sandra Reynolds Price Renee Schuurman               | 5–7, 6–3, 7–5                                       |
| 1963        | Maria Bueno (3) Darlene Hard (4)                    | Robyn Ebbern Margaret Smith                         | 8–6, 9–7                                            |
| 1964        | Margaret Smith Court (1) Lesley Turner              | Karen Hantze Susman Billie Jean King                | 7–5, 6–2                                            |
| 1965        | Maria Bueno (4) Billie Jean King (3)                | Françoise Dürr Jeanine Lieffrig                     | 6–2, 7–5                                            |
| 1966        | Maria Bueno (5) Nancy Richey                        | Margaret Smith Court Judy Tegart Dalton             | 6–3, 4–6, 6–4                                       |
| 1967        | Rosie Casals (1) Billie Jean King (4)               | Maria Bueno Nancy Richey                            | 9–11, 6–4, 6–2                                      |
| 1968        | Rosie Casals (2) Billie Jean King (5)               | Françoise Dürr Ann Haydon-Jones                     | 3–6, 6–4, 7–5                                       |
| 1969        | Margaret Smith Court (2) Judy Tegart Dalton         | Patricia Hogan Peggy Michel                         | 9–7, 6–2                                            |
| 1970        | Rosie Casals (3) Billie Jean King (6)               | Françoise Dürr Virginia Wade                        | 6–2, 6–3                                            |
| 1971        | Rosie Casals (4) Billie Jean King (7)               | Evonne Goolagong Margaret Smith Court               | 6–3, 6–2                                            |
| 1972        | Billie Jean King (8) Betty Stöve                    | Françoise Dürr Judy Tegart Dalton                   | 6–2, 4–6, 6–3                                       |
| 1973        | Rosie Casals (5) Billie Jean King (9)               | Françoise Dürr Betty Stöve                          | 6–1, 4–6, 7–5                                       |
| 1974        | Evonne Goolagong Peggy Michel                       | Helen Gourlay Cawley Karen Krantzcke                | 2–6, 6–4, 6–3                                       |
| 1975        | Ann Kiyomura Kazuko Sawamatsu                       | Françoise Dürr Betty Stöve                          | 7–5, 1–6, 7–5                                       |
| 1976        | Chris Evert Martina Navrátilová (1)                 | Billie Jean King Betty Stöve                        | 6–1, 3–6, 7–5                                       |
| 1977        | Helen Gourlay Cawley JoAnne Russell                 | Martina Navrátilová Betty Stöve                     | 6–3, 6–3                                            |
| 1978        | Kerry Reid Wendy Turnbull                           | Mima Jaušovec Virginia Ruzici                       | 4–6, 9–8(10), 6–3                                   |
| 1979        | Billie Jean King (10) Martina Navrátilová (2)       | Betty Stöve Wendy Turnbull                          | 5–7, 6–3, 6–2                                       |
| 1980        | Kathy Jordan (1) Anne Smith                         | Rosie Casals Wendy Turnbull                         | 4–6, 7–5, 6–1                                       |
| 1981        | Martina Navrátilová (3) Pam Shriver (1)             | Kathy Jordan Anne Smith                             | 6–3, 7–6(6)                                         |
| 1982        | Martina Navrátilová (4) Pam Shriver (2)             | Kathy Jordan Anne Smith                             | 6–4, 6–1                                            |
| 1983        | Martina Navrátilová (5) Pam Shriver (3)             | Rosie Casals Wendy Turnbull                         | 6–2, 6–2                                            |
| 1984        | Martina Navrátilová (6) Pam Shriver (4)             | Kathy Jordan Anne Smith                             | 6–3, 6–4                                            |
| 1985        | Kathy Jordan (2) Elizabeth Smylie                   | Martina Navrátilová Pam Shriver                     | 5–7, 6–3, 6–4                                       |
| 1986        | Martina Navrátilová (7) Pam Shriver (5)             | Hana Mandlíková Wendy Turnbull                      | 6–1, 6–3                                            |
| 1987        | Claudia Kohde Kilsch Helena Suková (1)              | Betsy Nagelsen Elizabeth Smylie                     | 7–5, 7–5                                            |
| 1988        | Steffi Graf Gabriela Sabatini                       | Larisa Neiland Nataša Zvereva                       | 6–3, 1–6, 12–10                                     |
| 1989        | Jana Novotná (1) Helena Suková (2)                  | Larysa Sawczenko Nataša Zvereva                     | 6–1, 6–2                                            |
| 1990        | Jana Novotná (2) Helena Suková (3)                  | Kathy Jordan Elizabeth Smylie                       | 6–4, 6–1                                            |
| 1991        | Larisa Neiland Nataša Zvereva (1)                   | Gigi Fernández Jana Novotná                         | 6–4, 3–6, 8–6                                       |
| 1992        | Gigi Fernández (1) Nataša Zvereva (2)               | Larisa Neiland Jana Novotná                         | 6–4, 6–1                                            |
| 1993        | Gigi Fernández (2) Nataša Zvereva (3)               | Larisa Neiland Jana Novotná                         | 6–4, 6(4)–7, 6–4                                    |
| 1994        | Gigi Fernández (3) Nataša Zvereva (4)               | Jana Novotná Arantxa Sánchez Vicario                | 6–4, 6–1                                            |
| 1995        | Jana Novotná (3) Arantxa Sánchez Vicario            | Gigi Fernández Nataša Zvereva                       | 5–7, 7–5, 6–4                                       |
| 1996        | Martina Hingis (1) Helena Suková (4)                | Meredith McGrath Larisa Neiland                     | 5–7, 7–5, 6–1                                       |
| 1997        | Gigi Fernández (4) Nataša Zvereva (5)               | Nicole Arendt Manon Bollegraf                       | 7–6(4), 6–4                                         |
| 1998        | Martina Hingis (2) Jana Novotná (4)                 | Lindsay Davenport Nataša Zvereva                    | 6–3, 3–6, 8–6                                       |
| 1999        | Lindsay Davenport Corina Morariu                    | Mariaan de Swardt Olena Tatarkova                   | 6–4, 6–4                                            |
| 2000        | Serena Williams (1) Venus Williams (1)              | Julie Halard-Decugis Ai Sugiyama                    | 6–3, 6–2                                            |
| 2001        | Lisa Raymond Rennae Stubbs (1)                      | Kim Clijsters Ai Sugiyama                           | 6–4, 6–3                                            |
| 2002        | Serena Williams (2) Venus Williams (2)              | Virginia Ruano Pascual Paola Suárez                 | 6–2, 7–5                                            |
| 2003        | Kim Clijsters Ai Sugiyama                           | Virginia Ruano Pascual Paola Suárez                 | 6–4, 6–4                                            |
| 2004        | Cara Black (1) Rennae Stubbs (2)                    | Liezel Huber Ai Sugiyama                            | 6–3, 7–6(5)                                         |
| 2005        | Cara Black (2) Liezel Huber (1)                     | Svetlana Kuznecova Amélie Mauresmo                  | 6–2, 6–1                                            |
| 2006        | Yan Zi Zheng Jie                                    | Virginia Ruano Pascual Paola Suárez                 | 6–3, 3–6, 6–2                                       |
| 2007        | Cara Black (3) Liezel Huber (2)                     | Katarina Srebotnik Ai Sugiyama                      | 3–6, 6–3, 6–2                                       |
| 2008        | Serena Williams (3) Venus Williams (3)              | Lisa Raymond Samantha Stosur                        | 6–2, 6–2                                            |
| 2009        | Serena Williams (4) Venus Williams (4)              | Samantha Stosur Rennae Stubbs                       | 7–6(4), 6–4                                         |
| 2010        | Vania King Jaroslava Švedova                        | Elena Vesnina Vera Zvonarëva                        | 7–6(6), 6–2                                         |
| 2011        | Květa Peschke Katarina Srebotnik                    | Sabine Lisicki Samantha Stosur                      | 6–3, 6–1                                            |
| 2012        | Serena Williams (6) Venus Williams (5)              | Andrea Hlaváčková Lucie Hradecká                    | 7–5, 6–4                                            |
| 2013        | Hsieh Su-wei (1) Peng Shuai                         | Ashleigh Barty Casey Dellacqua                      | 7–6(1), 6–1                                         |
| 2014        | Sara Errani Roberta Vinci                           | Tímea Babos Kristina Mladenovic                     | 6–1, 6–3                                            |
| 2015        | Martina Hingis Sania Mirza                          | Ekaterina Makarova Elena Vesnina                    | 5–7, 7–6(4), 7–5                                    |
| 2016        | Serena Williams (7) Venus Williams (7)              | Tímea Babos Jaroslava Švedova                       | 6–3, 6–4                                            |
| 2017        | Ekaterina Makarova Elena Vesnina                    | Chan Hao-ching Monica Niculescu                     | 6–0, 6–0                                            |
| 2018        | Barbora Krejčíková (1) Kateřina Siniaková (1)       | Nicole Melichar Květa Peschke                       | 6–4, 4–6, 6–0                                       |
| 2019        | Hsieh Su-wei (2) Barbora Strýcová (1)               | Gabriela Dabrowski Xu Yifan                         | 6–2, 6–4                                            |
| 2020        | Annullato per pandemia di Coronavirus               | Annullato per pandemia di Coronavirus               | Annullato per pandemia di Coronavirus               |
| 2021        | Hsieh Su-wei (3) Elise Mertens (1)                  | Veronika Kudermetova Elena Vesnina                  | 3–6, 7–5, 9–7                                       |
| 2022        | Barbora Krejčíková (2) Kateřina Siniaková (2)       | Elise Mertens Zhang Shuai                           | 6–2, 6–4                                            |
| 2023        | Hsieh Su-wei (4) Barbora Strýcová (2)               | Storm Hunter Elise Mertens                          | 7–5, 6–4                                            |
| 2024        | Kateřina Siniaková (3) Taylor Townsend              | Gabriela Dabrowski Erin Routliffe                   | 7–6(5), 7–6(1)                                      |
| 2025        | Veronika Kudermetova Elise Mertens (2)              | Jeļena Ostapenko Hsieh Su-wei                       | 6-2, 3-6, 4-6                                       |

## Tenniste più vittoriose
| Nome                | Nazione     | Primo titolo | Vittorie |
| ------------------- | ----------- | ------------ | -------- |
| Elizabeth Ryan      | Stati Uniti | 1914         | 12       |
| Billie Jean King    | Stati Uniti | 1961         | 10       |
| Martina Navrátilová | Stati Uniti | 1976         | 7        |
| Serena Williams     | Stati Uniti | 2000         | 7        |
| Venus Williams      | Stati Uniti | 2000         | 7        |
| Suzanne Lenglen     | Francia     | 1919         | 6        |